# 吉田篤司
吉田 篤司（よしだ あつし、1973年8月16日 - ）は、日本の男性声優、俳優。大阪府出身。血液型はO型。productionAXEL所属。以前はエーエス企画、B-Boxに所属していた。

## 出演作品

### テレビアニメ
- 獣神演武 -HERO TALES-（住民）

### 劇場版アニメ
- 劇場版 NARUTO -ナルト- 大興奮!みかづき島のアニマル騒動だってばよ

### ゲーム
- Quartett! 〜THE STAGE OF LOVE〜
- 英雄×魔王（オーティス、クルスト王）
- マナケミア2 〜おちた学園と錬金術士たち〜（ヴォルフ）

### CDドラマ
- ZERO ZANY．（店主、軍の男）

### ラジオ
- 怪奇の宴（朗読）

| スタブアイコン | サブスタブ | この項目は、まだ閲覧者の調べものの参照としては役立たない、声優（ナレーターを含む）に関連した書きかけの項目です。この項目を加筆・訂正などしてくださる協力者を求めています（P:アニメ/PJ:芸能人）。 |